# Молчи и служи: История Маргарет Каммермейер
«Молчи и служи» (англ. Serving In Silence: The Margarethe Cammermeyer Story, букв. «Молчи и служи: история Маргарет Каммермейер») — американский телефильм 1995 года.

## Сюжет
Маргарет Каммермейер прослужила в армии более 25 лет. В чине полковника медицинской службы она переводится в Сиэтл, где у неё появляется возможность стать директором военного госпиталя. В это время она знакомится с художницей Дианой. Неожиданно для самой дружба с ней переходит в близкие отношения. Маргарет давно разведена и теперь соединила свою жизнь с Дианой. Прямолинейная по натуре, она честно признаётся в своих лесбийских отношениях перед отцом. Но если отец спокойно принимает её решение, то такое же признание перед военной комиссией приводит к противостоянию. Командование, учитывая её заслуги, предлагает отказаться от признания. В противном случае ей грозит увольнение по закону «Не спрашивай, не говори», который ввёл запрет на службу гомосексуалов в армии. Но Маргарет не желает отказываться от своих слов. С помощью Дианы, семьи, правозащитных организаций она начинает борьбу за свои права, за возможность продолжить службу на благо родины.

## Актёрский состав
| В ролях       |  | Персонаж             |
| ------------- |  | -------------------- |
| Гленн Клоуз   |  | Маргарет Каммермейер |
| Джуди Дэвис   |  | Диана                |
| Ян Рубес      |  | Фар                  |
| Уэнди Маккена |  | Мэри Ньюкомб         |
| Сьюзан Барнс  |  | капитан Керн         |

## Награды
Фильм получил следующие награды:
| Награды                    | Награды | Награды           | Награды | Награды                              |
| -------------------------- | ------- | ----------------- | --- | ------------------------------------ |
| Фестиваль / Премия         | Год     | Награда           | Категория | Победитель                           |
| Casting Society of America | 1995    | Artios            | Best Casting for TV Movie of the Week | Вэлори Массалас                      |
| Эмми                       | 1995    | Эмми              | Outstanding Individual Achievement in Writing for a Miniseries or a Special Outstanding Lead Actress in a Miniseries or a Special Outstanding Supporting Actress in a Miniseries or a Special | Элисон Кросс Гленн Клоуз Джуди Девис |
| GLAAD Media Awards         | 1996    | GLAAD Media Award | Outstanding TV Movie | Молчи и служи                        |
| Peabody Awards             | 1996    | Peabody Award     | | Молчи и служи                        |